# Eugen Knecht
Eugen Knecht (* 11. Juni 1987 in Rudnyi, Kasachische SSR, Sowjetunion) ist ein deutsch-russischer Schauspieler.

## Leben
Knecht wurde in der sowjetischen Teilrepublik Kasachstan in der damaligen Sowjetunion geboren. Von 2003 bis 2007 erhielt er eine Ausbildung in Gesang und Komposition bei Marina Paschanova. Von 2003 bis 2010 spielte er als Leadgitarrist in diversen Bands mit den Stilrichtungen Rock, Jazz, Pop und Metal. Von 2005 bis 2012 war er außerdem als Sänger, Gitarrist, Songwriter und Produzent mit seiner eigenen Formation Ricci Tensor künstlerisch aktiv.
2009 absolvierte er ein Schauspielstudium an der Art Of Acting-Schauspielschule in Berlin. Außerdem nahm er privaten Schauspielunterricht bei Johannes Hitzblech (2009–2010) und bei Natalia Bondar (2009–2012). Erste Theatererfahrung sammelte er zwischen 2009 und 2011 bei der Theatergruppe „Theater der Worte und Lieder“ in Berlin.
Von 2011 bis 2015 absolvierte er eine Schauspielausbildung am Max Reinhardt Seminar in Wien. Rollenunterricht hatte er am Max-Reinhardt-Seminar bei Bernd Birkhahn, Klaus Maria Brandauer, Roland Koch, Florian Teichtmeister und Nikolaus Windisch-Spoerk. Im Sommer 2013 spielte er beim Waldviertler Hoftheater den Lehrer Semyon in Anton Tschechows Theaterstück Die Möwe; auf einer Gitarre sang Knecht in dieser Rolle russische Volkslieder. Im September 2014 spielte er den Ray in dem Theaterstück Die Beautyqueen von Leenane von Martin McDonagh im Theaterhaus und Jugendtheater Dschungel Wien.
Knecht hatte Rollen in mehreren Kurzfilmen und erste Fernsehrollen. In dem Fernsehfilm Das Attentat – Sarajevo 1914 (2014) verkörperte er den Attentäter Gavrilo Princip, dessen Mordanschlag auf den österreichisch-ungarischen Thronfolger Franz Ferdinand und dessen Ehefrau Sophie zum Ersten Weltkrieg führte. Im April 2015 war er in der ORF/ZDF-Serie SOKO Wien/SOKO Donau in einer Episodenrolle zu sehen. Er spielte Radko Radencic, den Anführer einer Streetracer-Gang.
In dem Wiener Tatort-Krimi Tatort: Gier (Erstausstrahlung: Juni 2015) verkörperte er Helmut Mader. Er war der Ehemann von Rosa Mader, dem Patenkind des Polizeisektionschefs Rauter. Von April bis Juni 2015 stand Knecht für die ARD-Krimireihe Der Bozen-Krimi vor der Kamera; er spielte darin den Stiefsohn Toni Mayerl, der den väterlichen Bauernhof erben will. Der Film wurde im Februar 2016 unter dem Titel Herz-Jesu-Blut erstausgestrahlt. Im Mai 2016 war Knecht in dem ZDF-Fernsehfilm Im Namen meines Sohnes in einer der Hauptrollen zu sehen; er spielte den russischen Privatdetektiv Vladimir Suworow, der dem Vater bei der Suche nach dem Mörder seines Sohnes hilft. Im November 2016 war Knecht in der ZDF-Krimiserie SOKO München als Lagerist Thilo Abitsch, der aus Liebe zu einer minderjährigen Prostituierten (Luise Befort) zum Mörder wird, in einer Episodenhauptrolle zu sehen. Im März 2017 war Knecht in der ZDF-Serie SOKO München in einer weiteren Episodenrolle zu sehen; er spielte den russlanddeutschen Barkeeper Viktor Kasull, den eifersüchtigen Ehemann einer Prostituierten, der aus Verzweiflung zum Mörder wird.
Von Dezember 2017 (Folge 2829) bis Januar 2018 (Folge 2851) war Knecht in der ARD-Telenovela Sturm der Liebe in der Rolle des „gutaussehenden“ und „melancholischen“ Wanja Semjonov in einer der Hauptrollen zu sehen.
In der 4. Staffel der TV-Serie In aller Freundschaft – Die jungen Ärzte (2019) übernahm Knecht eine Episodenhauptrolle als schüchterner junger Mann, der heimlich in seine blinde Nachbarin verliebt ist. Im Serien-Special zur 8. Staffel der ZDF-Serie Letzte Spur Berlin (Sommersonnenwende, März 2019) übernahm Knecht eine der Hauptrollen als verschwundener und später ermordeter Fahrer eine Wildfleischerei am Stadtrand von Berlin. Im 8. Film der ARD-Fernsehreihe Praxis mit Meerblick (2020) übernahm Knecht eine der Episodenrollen als Unfallopfer Yegor, ein schwerverletzter illegal beschäftigter Erntehelfer aus Osteuropa.
2013 wirkte er für den ORF Wien in dem Hörspiel Träume von Günter Eich mit.
Knecht lebt in Wien und Berlin.

## Filmografie (Auswahl)
- 2010: Drei Akkorde (Kurzfilm)
- 2010: Der Briefträger (Kurzfilm)
- 2013: Tod den Träumern (Kurzfilm)
- 2014: Das Attentat – Sarajevo 1914 (Fernsehfilm)
- 2014: Eine Liebe für den Frieden (Fernsehfilm)
- 2015: SOKO Wien (Fernsehserie; Folge: Ausgebremst)
- 2015: Tatort: Gier (Fernsehfilm)
- 2015: Im Namen meines Sohnes (Fernsehfilm)
- 2016: Der Bozen-Krimi: Herz-Jesu-Blut (Fernsehreihe)
- 2016: SOKO München (Fernsehserie; Folge: Loverboy)
- 2017: SOKO München (Fernsehserie; Folge: Tod im Biergarten)
- 2017: Luna
- 2017–2018: Sturm der Liebe (Telenovela; Serienrolle)
- 2018: Die Spezialisten – Im Namen der Opfer (Fernsehserie; Folge: Shenjas Rückkehr)
- 2019: In aller Freundschaft – Die jungen Ärzte (Fernsehserie; Folge: Schwindel)
- 2019: Letzte Spur Berlin (Fernsehserie; Folge: Sommersonnenwende)
- 2019: Notruf Hafenkante (Fernsehserie; Folge: Der große Knall)
- 2020: Praxis mit Meerblick – Sehnsucht (Fernsehreihe)
- 2020: Die Kanzlei (Fernsehserie; Folge: Ausgeliefert)
- 2021: Tatort: Der feine Geist (Fernsehreihe)
- 2021: SOKO Potsdam (Fernsehserie; Folge: Die Kandidatin)
- 2022: Ein Leben lang (Fernsehfilm)
- 2022–2024: Kleo (Fernsehserie, Folgen: Minister und Das Seepferd)
- 2023: WaPo Elbe (Fernsehserie; Folge: Vatertag)
- 2023: In aller Freundschaft (Fernsehserie; Folge: Alles aus Liebe)
- 2024: Großstadtförsterin – Berliner Besonderheiten (Fernsehfilm)
- 2024: Im Netz der Gier (Fernsehfilm)
- 2024: Die stillen Mörder